# 布赫湖 (弗龍羅伊特)
47°52′42″N 9°34′20″E / 47.87835°N 9.57219°E
布赫湖（德語：Buchsee），是德國的湖泊，位於該國西南部，由巴登-符騰堡州負責管轄，處於弗龍羅伊特，面積0.07平方公里，海拔高度576米，平均水深1.1米，最大水深1.7米，水體容量7.6萬立方米。